# Marcus Iunius Pennus (Prätor)
Marcus Iunius Pennus war ein am Ende des 3. Jahrhunderts v. Chr. bezeugter Politiker der Römischen Republik. Er entstammte dem plebejischen Geschlecht der Iunier und wird nur vom römischen Geschichtsschreiber Titus Livius erwähnt. Nur zwei Ämter seines cursus honorum sind bekannt: 205 v. Chr. übte er das Amt eines plebejischen Ädils aus, vier Jahre später, 201 v. Chr., bekleidete er die Stelle des Stadtprätors. Er war der Vater des Konsuls von 167 v. Chr., der gleichfalls Marcus Iunius Pennus hieß.